# Zilverpedaalmot
De zilverpedaalmot (Argyresthia praecocella) is een vlinder uit de familie van de pedaalmotten (Argyresthiidae). De wetenschappelijke naam van de soort werd in 1839 gepubliceerd door Philipp Christoph Zeller.